# کاپیتان (ورزش)

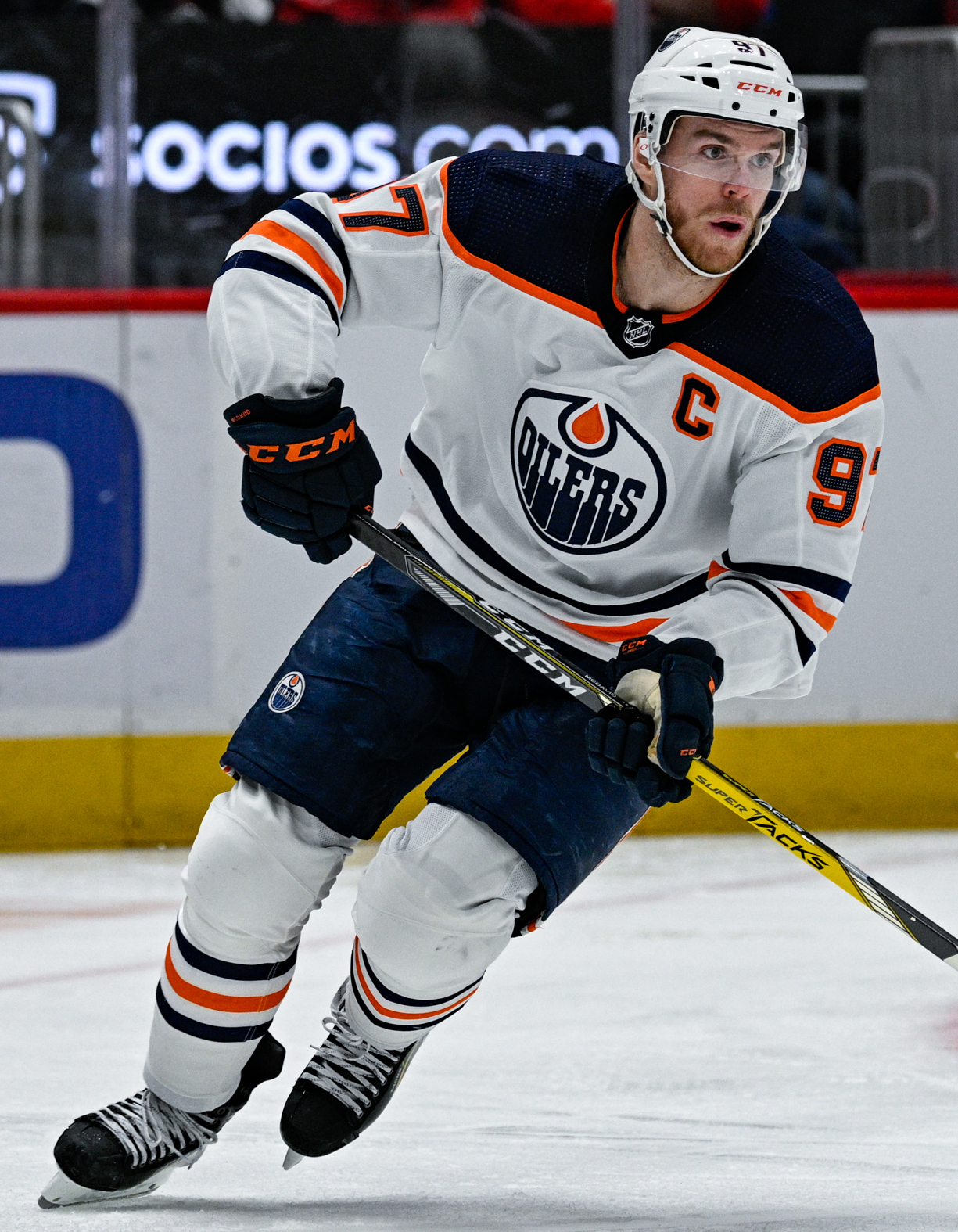
کاپیتان ادمونتون اویلرز. در هاکی روی یخ، نشان کاپیتانی (C) بر روی سینه درج می‌گردد. چیزی که در دیگر ورزش‌ها، ممکن است متفاوت باشد.

کاپیتان در یک تیم ورزشی بازیکنی است که در هنگام برگزاری مسابقه، افزون بر حضور به عنوان یکی از بازیکنان درون زمین، نقش رهبری گروه و انتقال دستورهای مربی به بازیکنان را بر عهده دارد. کاپیتان در ورزش گروهی نقش دارد.
عنوان کاپیتان، بیشتر افتخاری است اما در برخی موارد ممکن است کاپیتان مسئولیت مهمی برای استراتژی و کار تیمی در طول بازی داشته باشد. جایگاه کاپیتان همچنین نشان‌دهندهٔ افتخار و احترام و به رسمیت شناختن یک رهبر از سوی هم تیمی‌ها و تیم مقابل نیز است.

## وظیفه‌ها

### در فوتبال
کاپیتان یک تیم در برخی ورزش‌ها مانند فوتبال، در آغاز بازی برای انتخاب زمین با داور صحبت می‌کند. در طول انجام بازی اگر داور بخواهد نکته‌ای را به تیم او گوشزد کند با او صحبت می‌کند. در طول انجام یک بازی فوتبال در هر لحظه هر تیم اجازه دارد تا از یک بازیکن به‌عنوان کاپیتان استفاده کند، که این بازیکن با بستن بازوبند بر دست چپ خود از دیگر بازیکنان متمایز خواهد بود.

## ورزش‌های دارای کاپیتان
- فوتبال
- والیبال
- هاکی
- کریکت
- بیسبال